# امیره بروایه
امیره بروایه (الهایی سحر) کودک شش سالهٔ اهوازی است که بواسطهٔ نجات کودکی دیگر در اهواز مطرح شد. امیره در محلهٔ کوی سادات اهواز از محلات حاشیهٔ این شهر زندگی می‌کند.
امیره به عنوان عضو افتخاری هلال احمر خوزستان انتخاب شد و از او به عنوان یکی از فرشتگان نجات هلال‌احمر خوزستان یاد شد.

## شرح حادثهٔ نجاتِ کودک
ویدئویی در شبکه‌های اجتماعی منتشر شد که نشان داد کودک دو ساله در کنار جوی فاضلاب به همراه تعدادی کودک ایستاده بود که ناگهان در جوی فاضلاب سقوط می‌کند. امیره به سرعت واکنش نشان داد و جان کودک دو ساله را نجات داد. در روزهای قبل‌تر یکی از کودکان اهوازی بنام فارس حیدری در منطقه گلدشت اهواز بر اثر سقوط در فاضلاب جان خود را از دست داده بود و این ویدئو پس از آن حادثه بسیار خبرساز شد.

### پس از حادثه
پس از انتشار گستردهٔ ویدئوی نجات جانِ کودک دو ساله، واکنش‌های مختلفی صورت گرفت. مدیر آموزش و پرورش ناحیه یک اهواز از امیره بروایه برای شجاعت و سرعت عمل خوبش تجلیل شد. همچنین پلیس، مدیر کل کانون پرورش فکری کودکان و نوجوانان و مدیر آموزش و پرورش ناحیه چهار اهواز از امیره به عنوان دختر شجاع اهوازی تجلیل کردند.

### واکنش آب و فاضلاب خوزستان
مدیرعامل آب و فاضلاب استان خوزستان در واکنش به این حادثه اعلام کرد که «ما در بحث شبکه فاضلاب اهواز مانده‌ایم، چه برسد به حاشیه آن. هنوز به حاشیه اش نرسیده‌ایم که مشکلاتش را مرتفع کنیم. این مناطق جزو حواشی اهواز است.